# エリス・リャオ
エリス・リャオ（廖雋嘉、Elise Liao、1982年5月16日－）は、中国湖南省出身の広東の女性歌手・女優、元女生宿舍のメンバー。身長167cm、おうし座。広州星海音楽学院卒業。2004年、トビー・リョン、メイシー・チャン、ベラ・チャンらと共にグループ女生宿舍（Girl's only Dormitory）を結成、その後女生宿舍が解散、現在はソロで活動している。

## ディスコグラフィー

### 女生宿舍
- Life is Beautiful（2004年、ミュージック・ネイションレコード会社発売）

### ソロ作品
- 鋼琴女生（2005年12月15日、ミュージック・ネイションレコード会社発売）
- 嘉油站（2008年1月10日）

## 出演作品

### 映画
- 飄移凶間（Demoniac Flash）
  - 監督：梁鴻華
  - 出演：アンソニー・ウォン、サム・リー、ニコラ・チョン、ケン・ウォン、ティミー・ホン、ベラ・チャン
  - 上映日：2005年5月26日

- ぼくの最後の恋人（千杯不醉／Drink, Drank, Drunk）
  - 監督：爾冬陞
  - 出演：呉彦祖、ミリアム・ヨン、方中信、ヴィンセント・コク、胡靜、トビー・リョン
  - 上映日：2005年8月18日

### テレビドラマ
- 2004年：Now.comウェブドラマ『金甲虫探偵学院』 - 游柔 役
- 2006年：中国テレビドラマ『相遇』 - Moon 役
- 2007年：中国テレビドラマ『晴天日記』 出演：黄暁明

### 広告

#### 2002年
- Mantedn（一般広告、中国福建）
- ダブルミント・チューインガム（一般広告、中国広州）
- 沙娜拉美目寶（一般広告、中国広州）
- 石頭記服装（一般広告、中国広州）
- 柏希潞服飾（一般広告、中国広州）
- 帝爾芬休閒服（一般広告、中国広州）

#### 2003年
- 索膚特—嬌吻護膚系列（テレビ広告、中国広州）
- 美寶蓮化妝品牌（一般広告、中国広州）
- 金龍船集団関連商品（テレビ広告、香港）

#### 2005年
- Micro Peeling（一般広告、香港）
- Tom Lee—Yamaha Clavinovaデジタルピアノ（一般広告、香港）

#### 2006年
- パナソニック・ジョーバ 乗馬フィットネス機器（テレビ広告／一般広告、香港）
- パナソニック 他の電気産品（テレビ広告／一般広告、香港）

### 写真集
- 2005年：『Life is Beautiful 女生宿舍写真集』